# Hällesjö landskommun
Hällesjö landskommun var en tidigare kommun i Jämtlands län.

## Administrativ historik
Hällesjö landskommun inrättades i Hällesjö socken i Jämtland när 1862 års kommunalförordningar trädde i kraft 1863. Den upphörde vid kommunreformen 1952, då den gick upp i Kälarne landskommun. Sedan 1974 tillhör området Bräcke kommun.

## Kommunvapen
Hällesjö landskommun förde inte något vapen.

## Politik

### Mandatfördelning i valen 1938-1946
| 18 | 3 |  | 3 |

| 25 |

| 19 | 6 |

| 25 |

| 19 | 6 |

| 24 |